# Ševarlije (Bosanska Dubica, BiH)
Ševarlije je naseljeno mjesto u sastavu općine Bosanska Dubica, Republika Srpska, BiH.

## Stanovništvo
| Ševarlije          |              |
| godina popisa      | 1991.        |
| Srbi               | 341 (97,43%) |
| Hrvati             | 2 (0,57%)    |
| Muslimani          | 0            |
| Jugoslaveni        | 1 (0,29%)    |
| ostali i nepoznato | 6 (1,71%)    |
| ukupno             | 350          |